# Гурецкий, Мариан
Мариан Гурецкий (пол. Marian Górecki, 2 мая 1903, Познань, Пруссия — 22 марта 1940, Штуттгоф, Штутово) — священник, мученик, блаженный Римско-Католической Церкви. Входит в число 108 блаженных польских мучеников, беатифицированных Римским Папой Иоанном Павлом II во время его посещения Варшавы 13 июня 1999 года.

## Биография
Будучи в возрасте 17 лет, Марианн Гурецкий участвовал добровольцем в польско-советской войне. После войны продолжил обучение в гимназии и после сдачи экзаменов поступил в Высшую духовную семинарию в Познани. 1 июля 1928 года был рукоположён в сан священника, после чего сперва служил викарием в приходе города Лешно, потом исполнял обязанности префекта в педагогическом училище. В 1933 году был направлен в Данциг, где занимался пастырской деятельностью среди местных поляков.
1 сентября 1939 года был арестован и на следующий день отправлен в концентрационный лагерь в Штуттгофе. 21 марта 1940 года в Великий Четверг совершил в концлагере в подпольных условиях святую мессу. На следующий день вместе был расстрелян вместе с группой заключённых, состоящей из шестидесяти шести человек (среди них был священник Бронислав Коморовский).

## Прославление
13 июня 1999 года был беатифицирован Римским Папой Иоанном Павлом II вместе с другими польскими мучениками Второй мировой войны.
День памяти — 12 июня.

## Источник
- Tadeusz Bach, Marian Górecki, w: Słownik biograficzny Pomorza Nadwiślańskiego, Suplement I (pod redakcją Zbigniewa Nowaka), Gdańskie Towarzystwo Naukowe, Uniwersytet Gdański, Gdańsk 1998.